# Netbook
Netbook er betegnelsen på små og lette bærbare PC'er. Den engelske term netbook blev reintroduceret af Intel i februar 2008 til at beskrive en kategori af små, lavpris, og lette bærbare PCer som er optimeret med at Internettet og kernefunktioner (som tekstbehandling) – enten direkte fra applikationen installeret på PCen eller indirekte via cloud computing. Over 50 millioner Netbooks forventes at være i brug inden 2011. Netbooks kommer typisk med en skærm på mellem 7 og 10 tommer.
Eksempler på netbooks er Asus Eee PC, Acer Aspire One og MSI U100 Wind

## Fodnoter
1. ↑  Bloomberg Intel to Sell Chips for Laptops Priced as Low as $250
2. ↑  TechnoVoyance.comCloudbook purpose built for cloud computing
3. ↑  independent.ie Netbooks versus notebooks – is the PC industry trying to cannibalise itself?
4. ↑  Yahoo News HP unveils small laptop for schoolkids

| Hardware | Spire Denne artikel om computere og anden hardware er en spire som bør udbygges. Du er velkommen til at hjælpe Wikipedia ved at udvide den. |